# Ken Selden
Ken Selden – amerykański reżyser i scenarzysta filmowy.
W branży filmowej debiutował w 1996 roku; wówczas do własnego scenariusza wyreżyserował komedię White Lies, w której wystąpiły gwiazdy Hollywood − Harvey Fierstein i Rosanna Arquette. Trzy lata później nakręcono telewizyjny dramat pt. Okrutna sprawiedliwość (Cruel Justice), powstały wedle skryptu jego autorstwa. Za najbardziej popularny projekt, który zrealizowano w oparciu o scenariusz Seldena, uznaje się horror Krew niewinnych (Cherry Falls, 2000) z Brittany Murphy i Michaelem Biehnem w rolach głównych, który to podczas Sitges − Catalonian International Film Festival 2000 nominowany był do nagrody w kategorii najlepszy film. Ken Selden pracował przy tym filmie także w charakterze koproducenta wykonawczego.